# Trippie Redd
Trippie Redd, właśc. Michael Lamar White IV (ur. 18 czerwca 1999 w Canton) – amerykański raper, piosenkarz i autor tekstów. Jego debiutancki mixtape A Love Letter to You (2017) i główny singel „Love Scars” zapewniły mu popularność. Jego debiutancki album studyjny Life’s a Trip (2018) i drugi album ! (2019) dotarły do pierwszej piątki Billboard 200, podczas gdy jego czwarty mixtape A Love Letter to You 4 (2019) znalazł się na szczycie listy. Jego trzeci album studyjny Pegasus (2020) osiągnął drugie miejsce na liście Billboard 200, zaś jego czwarty album Trip at Knight (2021) również zajął 2 pozycję.

## Wczesne życie
Michael Lamar White IV urodził się 18 czerwca 1999 roku w Canton w stanie Ohio. Jego ojciec, Michael Lamar White III, był w więzieniu w momencie jego narodzin, a jego matka, Tonya White wychowywała go jako samotna matka. White ma młodszego brata nazywanego „Hippie Redd” i starszego brata, który tworzył muzykę pod pseudonimem „Dirty Redd”. Dirty Redd zginął w wypadku samochodowym w 2014 roku. White dorastał w Cantonie, choć kilkakrotnie przeprowadzał się do Columbus w Ohio. Jego zainteresowanie muzyką zaczęło się, gdy jego matka puszczała mu Ashanti, Beyoncé, Tupaca i Nasa, gdy White dorastał. Później słuchał takich artystów jak T-Pain, KISS, Nirvana, Gucci Mane, Cute Is What We Aim For, Simple Plan, The Summer Set, Hit The Lights, Marilyn Manson i Lil Wayne. White zaczął rapować po zainspirowaniu się Taevionem Williamsem, innym raperem, który występował pod pseudonimem Lil Tae.  White zaczął poważnie traktować swoją karierę muzyczną i zaczął nagrywać muzykę, wydając utwory „Sub-Zero” i „New Ferrari” w 2014 roku, ale wkrótce usunął te utwory.
Po ukończeniu szkoły średniej White przeniósł się do Atlanty, gdzie poznał rapera Lil' Wopa i ostatecznie zaproponowano mu kontrakt z wytwórnią płytową.

## Kariera

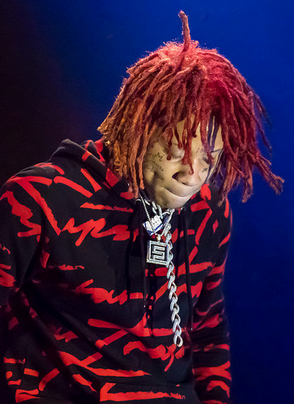
Trippie Redd podczas koncertu w 2018

Lil Wop pomógł White’owi rozpocząć pracę z profesjonalnym studiem nagraniowym. Rozpoczęli współpracę z Kodie Shane i nagrali trzy projekty, Awakening My Inner Beast, Beast Mode i Rock the World Trippie. White ostatecznie podpisał kontrakt z wytwórnią Strainge Entertainment (obecnie znaną jako Elliot Grainge Entertainment) i przeniósł się do Los Angeles.
26 maja 2017 roku White wydał swój debiutancki mixtape, A Love Letter to You, z głównym singlem „Love Scars”, który uzyskał ponad 8 milionów wyświetleń na YouTube w ciągu kilku miesięcy i ponad 13 milionów na SoundCloud. White znalazł się na albumie XXXTentacion pt 17, w piosence „Fuck Love”, która zadebiutowała na 28 miejscu listy Billboard Hot 100.
6 października 2017 roku White wydał swój drugi mixtape, A Love Letter to You 2. Album zadebiutował na 34 miejscu na liście Billboard 200. Później w tym samym miesiącu White wydał wspólną EP z Lilem Wopem, Angels & Demons.
6 grudnia 2017 roku White wydał singel „Dark Knight Dummo”, z udziałem Travisa Scotta. Piosenka zadebiutowała na 72 miejscu listy Billboard Hot 100. 25 grudnia 2017 roku White wydał piosenkę „TR666” na swoim koncie SoundCloud, na której występuje Swae Lee; jej producentem był Scott Storch. White wydał piosenkę „18” wraz z Baauerem, Krisem Wu, Jojim i Rich Brianem.
W wywiadzie dla Billboard w marcu 2018 roku White powiedział, że jego debiutancki album studyjny będzie zawierał współpracę z Lilem Wayne’em i Erykah Badu. W lipcu 2018 roku White ogłosił, że album będzie nosił tytuł Life’s a Trip i będzie zawierał 26 utworów; później skrócił go do 16 utworów. White wydał single „Me Likey” i „How You Feel” 22 czerwca 2018 r. oraz „Taking a Walk” 6 sierpnia 2018 roku. Life’s a Trip ukazało się 10 sierpnia 2018 r.; wydawnictwo zadebiutowało na czwartym miejscu listy albumów Billboard 200, a singiel „Taking a Walk” debiutował na 46 miejscu listy Billboard Hot 100. 9 listopada 2018 r. raper wydał mixtape A Love Letter to You 3.
24 lipca 2019 roku White wydał singiel „Mac 10” z udziałem amerykańskich raperów: Lila Baby’ego i Lila Duke’a, główny singiel z jego drugiego albumu studyjnego, !. Album został wydany 9 sierpnia 2019 roku i zadebiutował na trzecim miejscu na liście USA Billboard 200 z 51 000 sprzedanych egzemplarzy albumu. Usunął z albumu piosenkę „They Afraid Of You”, w której występuje Playboi Carti. 22 listopada ukazał się mixtape A Love Letter to You 4 który znalazł się na szczycie listy Hot 100.
White pojawił się także w singlu rapera i youtubera KSI „Wake Up Call”, który ukazał się 31 stycznia 2020 roku. Piosenka jest drugim singlem debiutanckiego albumu studyjnego Dissimulation. Piosenka osiągnęła numer 11 na UK Singles Chart. Wydał także piosenkę z Juice Wrld, „Tell Me U Luv Me”.
15 maja 2020 roku White wydał singiel „Excitement” z PartyNextDoor, jako główny singiel jego trzeciego albumu studyjnego, Pegasus. 18 czerwca, w jego 21. urodziny, wydał kolejny singiel zatytułowany „Dreamer”, singiel dla Neon Shark, luksusowej edycji Pegasusa, który miał być jego „rockowym albumem”. 18 sierpnia cały album wyciekł po tym, jak White oświadczył, że opóźniłby album jeszcze bardziej, gdyby więcej jego muzyki nadal wyciekało do sieci. 11 września wydał singiel „I Got You” z Busta Rhymesem, jako drugi singel z Pegasus. 7 października wydał trzeci i ostatni singiel z albumu „Sleepy Hollow”. Album został wydany 30 października 2020 roku i zawiera współpracę z Young Thug, Future, Quavo i innymi. White rozpoczął rok 2021 r. wydaniem luksusowej edycji Pegasusa, rockowej reedycji zatytułowanej Neon Shark vs Pegasus. Później zapowiedział swój czwarty album studyjny Trip at Knight, który miał się ukazać jeszcze w tym roku. Przed wydaniem albumu White wydał dwa popularne utwory we współpracy z innymi artystami. Pierwszy, "Miss the Rage" z udziałem Playboi Cartiego, który zadebiutował na 11 miejscu listy Billboard Hot 100, stając się najwyżej notowanym singlem w karierze White’a. Drugi, „Holy Smokes” z udziałem Lil Uzi Verta, który osiągnął szczyt na 50 miejscu listy Hot 100. 11 sierpnia White ogłosił listę utworów na albumie, a także trasę, koncertową która ma się rozpocząć 25 sierpnia. 20 sierpnia 2021 r. ukazał się album Trip at Knight. Album zawierał gościnne występy: Drake’a, SoFaygo, Lil Uzi Verta, Playboi Cartiego, Ski Mask the Slump Goda, Lil Durka, Polo G, Babyface Raya, Sada Baby’ego, Icewear Vezzo i zmarłych raperów Juice Wrlda i XXXTentaciona. Była to kontynuacja jego debiutanckiego albumu Life’s a Trip. Album zajął drugie miejsce na liście Billboard 200 oraz 1 na liście Top R&B/Hip-Hop Albums.
White wydał swój piąty album studyjny, Mansion Musik 20 stycznia 2023 roku. Producentem wykonawczym albumu jest Chief Keef, który pojawia się w dwóch utworach. Na Mansion Musik występują również inni znani raperzy, w tym: Future, Lil Baby, Juice WRLD, Travis Scott, Lil Durk, Ski Mask the Slump God, DaBaby i Kodak Black. Krążek zajął 3 miejsce na liście Billboard 200. 11 sierpnia White wydał mixtape A Love Letter to You 5. Projekt uplasował się na 13 miejscu na liście Billboard 200. Na krążku wystąpili gościnnie tacy artyści jak; Lil Wayne czy Corbin.

## Spory z innymi raperami

### 6ix9ine
13 kwietnia 2017 roku 6ix9ine gościnnie wystąpił w piosence White’a „Poles1469”, a w lipcu 2017 roku pojawił się również w piosence White’a „Owee”. Potem White zaapostował post na Twitterze, w którym twierdził, że 6ix9ine jest pedofilem, White potępił 6ix9ine'a. 11 listopada 2017 r. White został zaatakowany w nowojorskim hotelu i twierdził, że członek zespołu 6ix9ine'a zaatakował go. W lutym 2018 roku 6ix9ine został napadnięty przez kilku mężczyzn przed lotniskiem w Los Angeles, wkrótce po kłótni z White’em na Instagramie. 6ix9ine i White nadal wyzywali się obelgami w mediach społecznościowych w lutym 2018 r. I marcu 2018 r.
W maju 2018 6ix9ine rozpoczął spór z raperami Tadoe i Chief Keefem. White wspierał Tadoe w sporze i wydał utwór diss na 6ix9ine'a, "I Kill People", z udziałem Tadoe i Chief Keefa.
6ix9ine oskarżył również White’a o stosunki seksualne z inną raperką Danielle Bregoli, znaną jako Bhad Bhabie, która jest nieletnia. White i Bregoli zaprzeczyli oskarżeniu, ale White przyznał, że całowali się w przeszłości.
W dniu 17 września 2019 roku, 6ix9ine oświadczył w zeznaniach, że White był zaangażowany w gang Five Nine Brims.

#### XXXTentacion
W październiku 2017 r. w mediach społecznościowych pojawiła się zapowiedź piosenki Drake’a „God’s Plan”. Piosenka pierwotnie zawierała White śpiewającego refren i dodatkową zwrotkę. Raper z Florydy Jahseh Onfroy, znany pod pseudonimem XXXTentacion, który miał wcześniejsze problemy z Drakiem, zaczął współpracować z 6ix9ine, ku rozczarowaniu White’a. W marcu 2018 roku Onfroy „wyrzucił” White’a z Florydy, obiecując zaatakować go, jeśli będzie próbował wjechać do tego stanu. Onfroy przeprosił White’a podczas występu pod koniec tego samego miesiąca i obaj pogodzili się po tym, jak White przyjął jego przeprosiny. White i Onfroy współpracowali przy wielu okazjach.
Po śmierci XXXTentaciona w dniu 18 czerwca 2018 r. White przefarbował włosy na pamiątkę artysty i wydał „Ghost Busters”, we współpracy z Quavo, XXXTentacion i Ski Mask the Slump God.

## Życie prywatne
White twierdzi, że jest pochodzenia irlandzkiego, rdzennego amerykańskiego i afromerykańskiego. White powiedział w marcu 2017 r., że jest warty 7 milionów dolarów oraz że kupił swojej matce dom za 300 tysięcy dolarów.
Trippie Redd wystąpił w Polsce w Warszawie w klubie Progresja 9 lipca 2019 roku.

## Problemy z prawem
White został aresztowany w Cobb County w stanie Georgia po napaści na rapera FDM Grady pod koniec maja 2018 roku. Według Grady’ego White i raper Lil Wop obrazili jego dziewczynę i sprowokowali go do wyciągnięcia broni palnej na krótko przed przystąpieniem do walki na pięści z White’em. W tym momencie Grady został zaatakowany przez czterech mężczyzn, w tym przez White’a i Wopa. White został aresztowany. Kilka tygodni później, na początku czerwca, White został ponownie aresztowany w Georgii pod zarzutem napaści.

## Dyskografia
Dyskografia Trippie Redda składa się z pięciu albumów studyjnych, pięciu mixtape’ów i EP.
Pierwszym wydaniem Trippie Redda była EP Awakening My InnerBeast, wydana 27 sierpnia 2016 r. Wydał kilka kolejnych EP w 2016 i na początku 2017 r. Swój pierwszy mixtape, A Love Letter to You, opublikował 12 maja 2017 r., osiągając 64 pozycję na liście USA Billboard 200. Następnie wydał single „Poles1469” i „Love Scars” z mixtape'u, oba pojawiły się na liście Bubbling Under Hot 100. Trippie Redd następnie wydał kontynuację tego mixtape'u, A Love Letter to You 2, która zadebiutowała na 34 miejscu na liście Billboard 200 w październiku 2017 roku.
Później w 2017 roku wydał piosenkę „Dark Knight Dummo”, w której wystąpił inny amerykański raper i piosenkarz Travis Scott; utwór stał się pierwszą piosenką Trippie Redda, która znalazła się na liście Billboard Hot 100 w USA, osiągając 72. miejsce. Piosenka była głównym singlem z jego debiutanckiego albumu Life’s a Trip, który ukazał się 10 sierpnia 2018 roku. Album znalazł się w pierwszej dwudziestce różnych list przebojów na całym świecie, w tym w Wielkiej Brytanii i Australii. Trippie Redd wydał później singiel „Taking a Walk”, który pojawił się na liście Billboard Hot 100 pod numerem 46. Również w 2018 roku wydał singiel „Topanga” ze swojego trzeciego mixtape'a A Love Letter to You 3. Mixtape stał się jego najwyżej notowanym projektem na liście Billboard 200, debiutując na trzecim miejscu, podczas gdy „Topanga” spadła na 52 miejsce na liście Billboard Hot 100 w tym samym tygodniu.

### Albumy

#### Albumy studyjne
| Tytuł          | Informacje | Pozycje na listach | Pozycje na listach | Pozycje na listach | Pozycje na listach | Pozycje na listach | Pozycje na listach | Pozycje na listach | Pozycje na listach | Pozycje na listach | Pozycje na listach | Certyfikaty     |
| Tytuł          | Informacje | USA                | AUS                | CAN                | FIN                | GER                | NOR                | NZ                 | SWE                | SWI                | UK                 | Certyfikaty     |
| -------------- | --- | ------------------ | ------------------ | ------------------ | ------------------ | ------------------ | ------------------ | ------------------ | ------------------ | ------------------ | ------------------ | --------------- |
| Life’s a Trip  | - Wydany: 10 sierpnia 2018 - Wytwórnia: TenThousand Projects - Format: CD, LP, digital download, streaming     | 4                  | 14                 | 5                  | 29                 | 98                 | 10                 | 11                 | 22                 | 39                 | 19                 | - RIAA: Platyna |
| !              | - Wydany: 9 sierpnia 2019 - Wytwórnia: TenThousand Projects - Format: CD, LP, digital download, streaming      | 3                  | 24                 | 10                 | 37                 | 79                 | 8                  | 10                 | 51                 | 32                 | 19                 |                 |
| Pegasus        | - Wydany: 30 października 2020 - Wytwórnia: TenThousand Projects - Format: CD, LP, digital download, streaming | 2                  | 60                 | 6                  | —                  | —                  | 14                 | 32                 | —                  | 56                 | 79                 | - RIAA: Złoto   |
| Trip at Knight | - Wydany: 20 sierpnia 2021 - Wytwórnia: TenThousand Projects - Format: CD, LP, digital download, streaming     | 2                  | 9                  | 4                  | 42                 | 47                 | 5                  | 5                  | 31                 | 6                  | 15                 | - RIAA: Złoto   |
| Mansion Musik  | - Wydany: 20 stycznia 2023 - Wytwórnia: TenThousand Projects - Format: digital download, streaming             | 3                  | 73                 | 9                  | —                  | 51                 | 29                 | 40                 | —                  | 19                 | 79                 |                 |

### Mixtape’y
| Tytuł                  | Informacje                                                                                                  | Pozycje na listach | Pozycje na listach | Pozycje na listach | Pozycje na listach | Pozycje na listach | Pozycje na listach | Pozycje na listach | Pozycje na listach | Pozycje na listach | Certyfikaty                   |
| Tytuł                  | Informacje                                                                                                  | USA                | USA R&B /HH        | AUS                | CAN                | NOR                | NZ                 | SWE                | SWI                | UK                 | Certyfikaty                   |
| ---------------------- | --- | ------------------ | ------------------ | ------------------ | ------------------ | ------------------ | ------------------ | ------------------ | ------------------ | ------------------ | ----------------------------- |
| A Love Letter to You   | - Wydany: 12 maja 2017 - Wytwórnia: TenThousand Projects - Format: LP, Digital download, streaming          | 64                 | 32                 | —                  | —                  | —                  | —                  | —                  | —                  | —                  | - RIAA: Platyna               |
| A Love Letter to You 2 | - Wydany: 6 października 2017 - Wytwórnia: TenThousand Projects - Format: LP, Digital download, streaming   | 34                 | 19                 | —                  | —                  | —                  | —                  | —                  | —                  | —                  |                               |
| A Love Letter to You 3 | - Wydany: 9 listopada 2018 - Wytwórnia: TenThousand Projects - Format: CD, LP, digital download, streaming  | 3                  | 1                  | 36                 | 10                 | 14                 | 20                 | 30                 | 62                 | 31                 | - RIAA: Platyna               |
| A Love Letter to You 4 | - Wydany: 22 listopada 2019 - Wytwórnia: TenThousand Projects - Format: CD, LP, digital download, streaming | 1                  | 1                  | 47                 | 6                  | 12                 | 17                 | —                  | 43                 | 32                 | - RIAA: Platyna - BPI: Srebro |
| A Love Letter to You 5 | - Wydany: 11 sierpnia 2023 - Wytwórnia: TenThousand Projects - Format: CD, LP, digital download, streaming  | 13                 | 3                  | —                  | 78                 | —                  | 32                 | —                  | —                  | —                  |                               |

## EP
| Tytuł                             | Informacje                                                                                  |
| --------------------------------- | ------------------------------------------------------------------------------------------- |
| Awakening My InnerBeast           | - Wydana: 27 sierpnia 2016 - Wytwórnia: TenThousand Projects - Format: Digital download     |
| Beast Mode                        | - Wydana: 19 października 2016 - Wytwórnia: TenThousand Projects - Format: Digital download |
| Rock the World, Trippie           | - Wydana: 13 listopada 2016 - Wytwórnia: TenThousand Projects - Format: Digital download    |
| White Room Project                | - Wydana: 19 stycznia 2017 - Wytwórnia: TenThousand Projects - Format: Digital download     |
| A Love Letter You'll Never Get    | - Wydana: 30 sierpnia 2017 - Wytwórnia: TenThousand Projects - Format: Digital download     |
| Angels and Demons (z Lilem Wopem) | - Wydana: 31 października 2017 - Wytwórnia: TenThousand Projects - Format: Digital download |
| TR666+!$ 1400/800                 | - Wydana: 25 lipca 2018 - Wytwórnia: TenThousand Projects - Format: Digital download        |
| Spooky Sounds                     | - Wydana: 23 października 2020 - Wytwórnia: TenThousand Projects - Format: Digital download |
| First Draft                       | - Wydana: 30 września 2022 - Wytwórnia: TenThousand Projects - Format: Digital download     |
| Saint Michael                     | - Wydana: 10 października 2023 - Wytwórnia: TenThousand Projects - Format: Digital download |
| Genre: Sadboy (z MGK)             | - Wydana: 29 marca 2024 - Wytwórnia: Interscope - Format: Digital download, streaming       |